# Proxy (The Tangent)
Proxy is een studioalbum van The Tangent. 

## Inleiding
Het idee voor het album ontstond toen The Tangent op tournee was met Karmakanic (Tangekanic). Die samenwerking kwam tot stand dankzij bassist Jonas Reingold, die deel uitmaakt van beide bands. Anders dan de meeste albums van The Tangent is het geen conceptalbum geworden, maar een verzameling losse stukken. Tillison omschreef het als "A protest song, a reflection, a couple of regrets and a rant" (protestlied, reflectie, spijtbetuigingen en een declamatie). Het album werd in 2017 en 2018 opgenomen in diverse geluidsstudios, meest in de Woolpack Studio in Otley (West Yorkshire) (thuisbasis Tillison). The Tangent maakte eerder bij hun opnamen gebruik van het heen en weer sturen van bestanden, zodat elke musicus zijn eigen aandeel er in alle rust aan kon toevoegen. Het album werd voorgefinancierd door fans. 
De muziek bestaat uit een mengeling van progressieve rock, jazz en fusion, richting Canterbury-scene.

## Musici
- Andy Tillison – toetsinstrumenten waaronder hammondorgel, elektronische drums, bassynthesizer en zang
- Jonas Reingold – basgitaar, baspedalen
- Luke Machin – gitaar
- Steve Roberts – drumstel, percussie
- Theo Travis – sopraansaxofoon, tenorsaxofoon, dwarsfluit, altfluit

Met
- Göran Edman - achtergrondzang

## Muziek
Alles geschreven door Andy Tillison.

| Nr. | Titel | Duur  |
| --- | --- | ----- |
| 1.  | Proxy (I:The art of the deal II.Proxy part 1 III:On the level IV:Brain salad burglary V.Prime time catastrophe VI:Proxy part 2) | 16:08 |
| 2.  | The melting Andalusion skies | 8:51  |
| 3.  | A case of misplaced optimism | 6:13  |
| 4.  | The adulthood lie (I:A missed opportunity in Ibiza II.Running alongside the mainstream or directly across it III.How to believe the lie IV:Kit-e-kat & taxidermist on standby V.Repeated line indicating that there’s still time VI:A missed opportunity in Ibiza (reprise)) | 16:05 |
| 5.  | Supper’s off (I:My child’s a stranger, I bore it but I could not raise her II:Like he’s listening back on the good old bands III.By the time we got to Woodstock) | 9:54  |
| 6.  | Excerpts from Exo-Oceans | 10:26 |

Proxy gaat over oorlogvoeren “by proxy”, niet zelf uitvechten, maar anderen het laten doen, zodat jezelf niet in de schijnwerpers komt ("we can help them fight each other"). The melting is instrumentaal. Proxy komt ook terug in A case; waarbij Tillison aangeeft dat hij vaak via muziek communiceert ("A kind of proxy for the man I want to be"). The adulthood lie gaat over het uitgeblust oud zijn, een leven door de handen geglipt. Supper’s off over de verbazende evenementen tijdens Tillisons jeugd, zoals de maanlanding, maar dat daar ook figuren als Simon Cowell uit voort zijn gekomen; deel 3 laat zien dat de wereld van vrijheid binnen de rockwereld na Woodstock en Isle of Wight Festival is overgenomen door de zakenwereld met als voorbeeld de optredens tijdens pauzes in de Superbowl en liedjes die gebruikt worden bij presidentsverkiezingen.

## Ontvangst
Het album werd goed ontvangen binnen de niche van de progressieve rock, al waren er ook opmerkingen over herhalingspatronen in muziekstijl en thematiek. Een notering binnen een van de albumlijsten was niet voor het album weggelegd.